# Niklas Schlegel
Niklas Schlegel (* 3. August 1994 in Zürich) ist ein Schweizer Eishockeytorhüter, der auch über die Staatsbürgerschaft Kanadas verfügt. Er steht seit Dezember 2019 beim HC Lugano aus der National League (NL) unter Vertrag.

## Leben
Schlegel wuchs in Bachenbülach und Neerach auf.

## Spielerlaufbahn

### Vereine
Im Alter von zwölf Jahren wechselte er vom EHC Bülach in die Nachwuchsabteilung des Zürcher SC. Dort wurde er massgeblich von Torhütertrainer Markus Peter geformt. Er entwickelte sich zum Juniorennationalspieler und feierte während der Saison 2011/12 sein Debüt in der Fördermannschaft des ZSC, den GC Küsnacht Lions, in der National League B (NLB). Von den ZSC Lions wurde er in der höchsten Spielklasse, der National League A (NLA), erstmals im Oktober 2014 eingesetzt. In der Saison 2015/16 fiel der Zürcher Stammtorhüter Lukas Flüeler wochenlang aus, Schlegel nutzte die Gelegenheit, um nachdrücklich seine NLA-Tauglichkeit unter Beweis zu stellen und sich einen Namen zu machen. Mit den Lions schloss er die Hauptrunde («Qualifikation») jener Saison als Tabellenerster ab und gewann im Frühjahr 2016 den Schweizer Cupbewerb.
Zur Saison 2019/20 wechselte er zum SC Bern, verliess die Berner aber bereits im Dezember 2019 und wechselte mit sofortiger Wirkung zum HC Lugano. Bei den Tessinern unterzeichnete er einen Vertrag bis Saisonende 2020/21, welcher in der Folge mehrmals verlängert wurde.

### Nationalmannschaft
Im März 2017 erhielt Schlegel sein erstes Aufgebot für die Schweizer Herren-A-Nationalmannschaft.

## Erfolge und Auszeichnungen
- 2016 Schweizer-Cup-Sieger mit den ZSC Lions
- 2018 Schweizer Meister mit den ZSC Lions

## Persönliches
Schlegels Vater Tom stammt aus Kanada, wuchs in Toronto auf und war ebenfalls Eishockeytorhüter. Er spielte unter anderem für Kloten, Küsnacht und Schaffhausen und wurde nach dem Ende seiner Spielerlaufbahn Torhütertrainer. In dieser Funktion arbeitete er zeitweilig für die ZSC Lions. Niklas’ Schwester Jessica spielt für das Frauenteam des ZSC und für die Nationalmannschaft.